# Louis Jacquinot

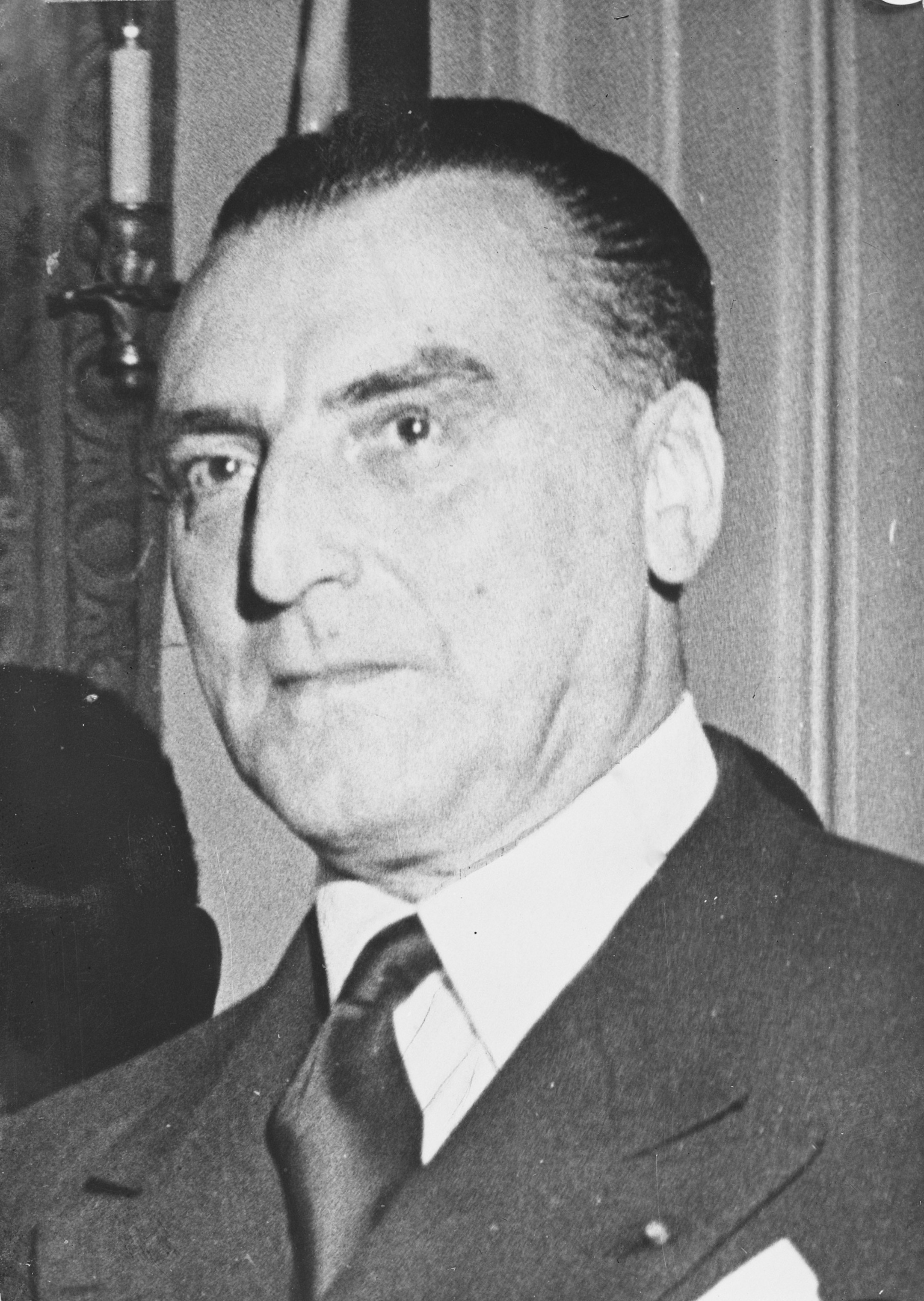
Louis Jacquinot (1953)

Louis Jacquinot (* 16. September 1898 in Gondrecourt-le-Château, Département Meuse; † 14. Juni 1993 in Paris) war ein französischer Politiker, der von 1932 bis 1942, zwischen 1946 und 1959, 1962 bis 1963 sowie zuletzt von 1967 bis 1973 Mitglied der Nationalversammlung war. Er bekleidete mehrere Ministerämter und war unter anderem als Marineminister für die Modernisierung der Marine nach dem Zweiten Weltkrieg zuständig sowie Minister für die Überseegebiete.

## Leben

### Dritte Republik

#### Rechtsanwalt und Mitglied der Nationalversammlung
Jacquinot trat nach dem Schulbesuch während des Ersten Weltkrieges freiwillig seinen Militärdienst an und absolvierte danach ein Studium der Rechtswissenschaften, das er mit einem Lizenziat abschloss. Für seine Tapferkeit und militärischen Verdienste wurde ihm das Croix de guerre 1914–1918 verliehen. Im Anschluss nahm er eine Tätigkeit als Rechtsanwalt auf und war beim Appellationsgericht (Cour d’Appel) von Paris zugelassen. Im März 1930 wurde er Kabinettschef von Kriegsminister André Maginot und übte diese Funktion bis Dezember 1930 aus.
Bei den Wahlen vom 1. Mai 1932 wurde Jacquinot als Kandidat des Centre républicain in einem Wahlkreis im Département Meuse, der unter anderem Commercy umfasste, erstmals zum Mitglied der Abgeordnetenkammer gewählt. Dabei erhielt er 8.266 der 13.696 abgegebenen Wählerstimmen und konnte sich deutlich gegen den bisherigen Wahlkreisinhaber Louis-Édouard Taton-Vassal von der Alliance démocratique (AD) durchsetzen, auf den 4.678 Stimmen entfielen. Während dieser Wahlperiode war er Mitglied verschiedener Ausschüsse wie dem Luftfahrtausschuss, dem Ausschuss für Rechnungs- und Wirtschaftsprüfung, dem Ausschuss für freie Regionen, dem Ausschuss für Zivil- und Strafgesetzgebung, dem Heeresausschuss, sowie zuletzt der Enquete-Kommission zur Untersuchung der Ursachen für die Ereignisse des 6. Februar 1934. An diesem Tag kam es in Paris zu Demonstration zahlreicher rechtsgerichteter Gruppierungen gegen die Regierung von Premierminister Édouard Daladier, die gewaltsam eskalierten und von der Linken als faschistischer Putschversuch eingestuft wurden. Die rechtsextreme Veteranenorganisation Croix de Feu nahm mit zwei Abordnungen an diesem Aufmarsch teil. Der Führer des Croix de Feu, François de La Rocque ordnete aber die Auflösung der Demonstration an, als die anderen Gruppen auf der Place de la Concorde vor dem Palais Bourbon, dem Innenministerium, gewalttätig wurden. Deshalb wurde ihm von anderen Vertretern der extremen Rechten vorgeworfen, nicht konsequent genug gewesen zu sein und nicht den Sturz der republikanischen Regierung Daladier unternommen zu haben.

#### Wiederwahl 1936 und Zweiter Weltkrieg
Bei den Wahlen vom 26. April 1936 wurde Jacquinot als Kandidat der Alliance des républicains de gauche et des radicaux indépendants (ARGRI) in seinem Wahlkreis im Département Meuse bereits im ersten Wahlgang wiedergewählt. Er erreichte 9.454 der 13.249 abgegebenen Stimmen und konnte sich dabei deutlich gegen den Kandidaten der Section française de l’Internationale ouvrière (SFIO), Sauce, durchsetzen, auf den nur 2.273 Wählerstimmen entfielen. Während dieser Legislaturperiode war er wieder Mitglied des Heeresausschusses (Commission de l’armée) sowie des Ausschusses für Elsaß-Lothringen (Commission d’Alsace-Lorraine). In dieser Legislaturperiode befasste er sich schwerpunktmäßig mit Fragen der nationalen Verteidigung und der Außenpolitik.
Aufgrund eines Dekrets vom Juli 1939 wurde die Wahlzeit der 1936 gewählten Mitglieder der Nationalversammlung bis zum 31. Mai 1942 verlängert, so dass wegen des Zweiten Weltkrieges keine Neuwahlen stattfanden. Am 21. März 1940 wurde Jacquinot von Premierminister Paul Reynaud zum Unterstaatssekretär im Innenministerium ernannt und gehörte der Regierung Reynaud bis zum am 10. Mai 1940 an. Nach dem Beginn des Westfeldzuges zur Eroberung Frankreichs durch die deutsche Wehrmacht wurde er als Leutnant in den aktiven Militärdienst eingezogen, den er im 61. Artillerieregiment der 42. Division absolvierte. Während der Kampfhandlungen wurde er am 11. Juni 1940 schwer verwundet und nahm somit aufgrund seiner Verletzung nicht an der Parlamentssitzung am 10. Juli 1940 teil, in der die Nationalversammlung Marschall Philippe Pétain die Vollmacht zur Ausarbeitung einer neuen Verfassung übertrug.

#### Gegner des Vichy-Regimes, Mitglied derRésistanceund Kommissar des CFLN
Er war in der Folgezeit erklärter Gegner des Vichy-Regimes von Marschall Pétain und engagierte sich in der Réseau Alliance, einer Gruppe der Widerstandsbewegung Résistance. 1942 wurde er wegen seiner Aktivitäten in Marseille erstmals festgenommen und im Anschluss in Prades inhaftiert. Im Januar 1943 wurde er nach Spanien in das franquistische Konzentrationslager von Miranda de Ebro verbracht, ehe er nach London und später Algier fliehen konnte. Dort traf er auf General Charles de Gaulle, den Gründer der Forces françaises libres (FFL).
Jacquinot gehörte zu den 20 Mitgliedern der „Provisorischen Beratenden Versammlung“ (Assemblée consultative provisoire) in Algier und wurde, nachdem de Gaulle und General Henri Giraud am 3. Juni 1943 das Französische Komitee für die Nationale Befreiung CFLN (Comité français de la Libération nationale) gegründet hatten, im November 1943 zum Kommissar für Marine in dieser Exilregierung berufen. Zusammen mit Henri Queuille, Pierre Mendès France, André Philip, André Le Troquer und Jean Pierre-Bloch gehörte er zu den sechs Mitgliedern der Provisorischen Gesetzgebenden Versammlung im Komitee für die Nationale Befreiung und waren zugleich die einzigen moderaten Vertreter in dieser Exilregierung.
Für seine Verdienste im Zweiten Weltkrieg wurde ihm das Ritterkreuz der Ehrenlegion sowie das Croix de guerre 1939–1945 verliehen.

#### Minister und Mitglied der Verfassunggebenden Versammlungen
Nach der Befreiung von Paris wurde Jacquinot als Marineminister auch Mitglied der Provisorischen Regierung der Französischen Republik und übernahm das Amt des Marineministers (Ministre de la marine) schließlich am 10. September 1944 in der ersten Regierung von Charles de Gaulle und übte dieses Ministeramt bis zum 21. November 1945 aus. Während dieser Zeit befasste er sich nicht nur mit der Reorganisation der Kriegsmarine, sondern leitete auch eine Säuberung des Offizierskorps ein. Die von ihm eingeleitete Modernisierung der Marine bezog sich auch auf die Strategie, Technik und Bewaffnung. Bereits zu dieser Zeit wies er General de Gaulle auf die Notwendigkeit der Erforschung und Bearbeitung der Kernenergie zugunsten der Marine hin.
Bei den Wahlen vom 21. Oktober 1945 für eine Verfassunggebende Versammlung (Assemblée nationale Constituante) kandidierte Jacquinot für die Parti républicain de la liberté (PRL) im Département Meuse und wurde mit 30.702 der 91.064 abgegebenen Stimmen gewählt. Zugleich wurde er Mitglied des Generalrates des Kanton Gondrecourt-le-Château sowie Bürgermeister von Gondrecourt-le-Château. Dieses Amt bekleidete er dreißig Jahre lang und war daneben auch Präsident des Generalrates des Département Meuse.
Nachdem de Gaulle am 21. November 1945 seine zweite Regierung gebildet hatte und diese ein eigenes Ministerium für die Streitkräfte gründete, das von Edmond Michelet als Ministre des armées leitete, verlor Jacquinot das Amt des Marineministers. Stattdessen wurde Jacquinot Staatsminister und Minister für muslimische Angelegenheiten (Ministre d’Etat chargé des affaires musulmanes). Dieses Amt bekleidete er bis zum Ende von de Gaulles Amtszeit am 20. Januar 1946, übte es aber kommissarisch noch bis zum Amtsantritt von Premierminister Félix Gouin am 26. Januar 1946 aus.
Bei der Neuwahl einer Verfassunggebenden Versammlung am 2. Juni 1946, aus denen die Mouvement républicain populaire (MRP) als führende Partei hervorging, wurde Jacquinot als Kandidat der Républicains indépendants mit 25.936 der 91.784 abgegebenen Stimmen im Département Meuse wiedergewählt, wenngleich er einige Stimmen an die Rassemblement des gauches républicaines (RGR) verlor.

### Vierte Republik

#### Wahl zum Mitglied der Nationalversammlung 1946 und Marineminister 1947

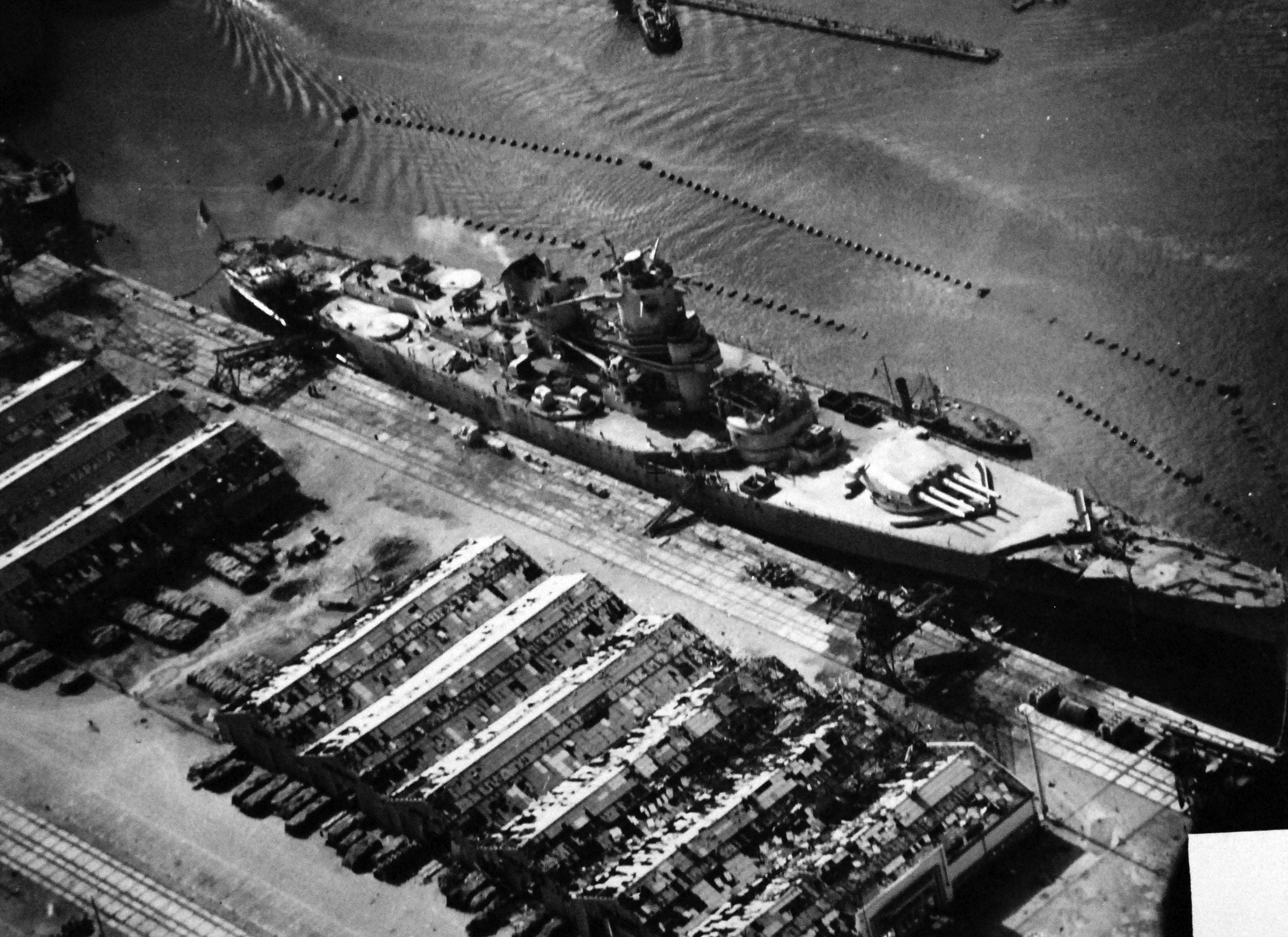
Als Marineminister und Verteidigungsexperte setzte sich Jacquinot nachhaltig für die Fertigstellung des Baus des Schlachtschiffes Jean Bart ein

Bei den daraufhin am 10. November 1946 stattgefundenen Wahlen zur ersten Nationalversammlung der am 21. Oktober 1946 gegründeten Vierten Französischen Republik konnte Jacquinot das Wahlergebnis seiner Liste der Républicains indépendants wieder verbessern, die nunmehr 35.985 der 87.534 abgegebenen Wählerstimmen erhielt. Allerdings hatte die RGR diesmal auf die Aufstellung einer eigenen Liste in diesem Département verzichtet, da sie annähernd das gleiche Wählerklientel umwarb.
Während dieser ersten Legislaturperiode sah sich Jacquinot in der Opposition und stand insbesondere dem Gaullismus ablehnend gegenüber. Daran änderte sich auch nichts, als er am 22. Januar 1947 als Marineminister in die erste Regierung von Premierminister Paul Ramadier berufen wurde und dieser bis zu seinem Rücktritt am 22. Oktober 1947 angehörte.
Als Marineminister gelang es ihm in einer parlamentarischen Debatte im Palais Bourbon die Mitglieder der Nationalversammlung davon zu überzeugen, dass zum Wiederaufbau der Marine, ihrer Stützpunkte und Marinearsenale die Aufnahme von Kredit erforderlich sei. Am 6. August 1947 wies er auf die absolute Notwendigkeit zum Erwerb von Flugzeugträgern hin und den Ausbau der Marinefliegerverbände. Die von ihm vorgeschlagenen Flugzeugträger sollten 16.700 Registertonnen sowie eine Geschwindigkeit von 32 Knoten haben sowie 49 Flugzeugen Platz bieten. Ohne den Kauf von Flugzeugträgern war Frankreich nach seiner Ansicht gezwungen, im Kriegsfall ihre Marine unter den Oberbefehl einer anderen Nation zu stellen. Darüber hinaus war die zukünftige Flotte hinsichtlich zweier Aufträge zu reorganisieren: zum einen die Gewährleistung der Sicherheit Frankreichs, zum anderen die Gewährleistung der Sicherheit für die Union française. Er hielt es ferner für notwendig, die Abhängigkeit der französischen Marine von seinen Verbündeten zu reduzieren und modernisierte Einsatzverbände schnell zur Verfügung zu stellen, insbesondere wegen des 1946 begonnenen Indochinakrieges. Als Marineminister war er der Überzeugung, dass ein Rückbau der veralteten Marinestützpunkte notwendig sei und eine reorganisierte Marine vermutlich kompakter, aber effektiver sei. Ferner schloss er sich auch der Meinung des früheren Premierminister Félix Gouin an, der die Aufstellung einer Taktischen Einsatzflotte der UNO anregte. In den Debatten um die Marinemodernisierung wies er den Vorschlag des Abgeordneten Jean Capdeville, die Kreditaufnahme zurückzustellen, ebenso zurück, wie die Meinung von Pierre Cot, wonach Frankreich keine finanziellen Mittel für die Modernisierung seiner Marine hätte. Dabei unterstrich er einmal mehr, dass Flugzeugträger das Kernstück zukunftsfähiger Seestreitkräfte sei. In der abschließenden Debatte um Haushaltsmittel wurde der Vorschlag von Marineminister Jacquinot schließlich angenommen.
Nach seinem Ausscheiden aus der Regierung war er Mitglied des Ausschusses für nationale Verteidigung (Commission de la défense nationale) sowie des Ausschusses für die Überseegebiete (Commission des territoires d’outre-mer) und wurde 1948 auch Zugleich wurde er im März 1947 Titularrichter am Obersten Justizgericht (Haute Cour de justice), das zu zwei Dritteln aus Abgeordneten und einem Drittel aus anderen Personen bestand.
In der Debatte zum Verteidigungshaushalt verteidigte Jacquinot im Juni 1949 seine Positionen als Marineminister und begrüßte die Verwendung von Absolventen der École nationale d’administration (ENA) in der Verteidigungsverwaltung, damit die Offiziere sich auf ihre Verteidigungsarbeit konzentrieren könnten. Andererseits kritisierte er die Konzentrierung der Militärbehörden in Paris und die dortige Aufstockung des Personals. Er bekräftigte noch einmal seine Forderung nach einer Kreditaufnahme, da die Streitkräfte Frankreichs schlecht aufgestellt seien, und nur dadurch eine Modernisierung und eine Unterstützung der Bündnispartner möglich sei. Letztlich bestand er auf die notwendige Fertigstellung des Schlachtschiffes Jean Bart und stimmte für die Kreditaufnahme für „seine“ Flugzeugträger.

#### Minister für Veteranen und Kriegsopfer 1949 bis 1951
Am 28. Oktober 1949 wurde er von Premierminister Georges Bidault zum Minister für Veteranen und Kriegsopfer (Ministre des Anciens Combattants et des Victimes de guerre) in dessen zweiter Regierung berufen. Dieses Ministeramt behielt er auch nach der Bildung der dritten Regierung Bidault am 7. Februar 1950 sowie in der nachfolgenden zweiten Regierung von Premierminister Henri Queuille vom 2. bis 12. Juli 1950, im ersten Kabinett von René Pleven zwischen dem 12. Juli 1950 und 10. März 1951 und auch in der dritten Regierung Queuille vom 10. März bis 11. August 1951. In diesem Ministeramt legte er eine Reihe von Gesetzesentwürfen vor wie zum Beispiel am 30. Mai 1950 eine Zustimmung zur Ratifizierung des Genfer Abkommens von 1949 über den Schutz von Zivilpersonen in Kriegszeiten.
In diesem Ministeramt bemühte er sich wie seine Vorgänger darum, die Kriegsschäden zu kompensieren und die Arbeit der Verbände der Deportierten, Veteranen und anderer Interessengruppen zu unterstützen. So kündigte er beispielsweise 1950 die Erhöhung der Renten der Veteranen an, die Konsolidierung und Entwicklung der Solidarität der Kriegsgenerationen voranzubringen und die Hierarchie der Veteranen auf den Status zwischen den beiden Weltkriegen wiederherzustellen.

#### Wiederwahl 1951 und Minister für die Überseegebiete
Bei den Wahlen vom 17. Juni 1951 kandidierte Jacquinot im Département Meuse auf einer gemeinsamen Liste der Républicains indépendants, des Centre national des indépendants et paysans (CNIP), Républicains Nationaux und RGR, die sich auch ein Bündnis mit der Liste der MRP schloss. Einer seiner Gegenkandidaten war General Auguste Gilliot, der für die gaullistische Liste der Rassemblement du peuple français (RPF) aufgestellt war. Die RPF gewann 26.614 der 90.245 abgegebenen Stimmen, konnte aber die Liste Jacquinots nicht gefährden. Diese kam auf 28.876 Wählerstimmen und gewann insbesondere auch wegen des schlechten Abschneidens der Liste der sozialistischen SFIO und der MRP zwei Sitze.
Wenige Wochen später berief ihn Premierminister René Pleven am 11. August 1951 zum Minister für die Überseegebiete (Ministre de la France d’Outre-mer) in dessen zweite Regierung. Dieses Ministeramt bekleidete er auch in der ersten Regierung von Premierminister Edgar Faure vom 20. Januar bis 8. März 1952. Die Nichtberücksichtigung für ein Ministeramt in dem vom 8. März 1952 bis 8. Januar 1953 amtierenden Kabinett von Premierminister Antoine Pinay hing mit der gegenseitigen Feindseligkeit zwischen Jacquinot und Pinay zusammen. Zu seinen engsten Mitarbeitern im Ministerium für die Überseegebiete gehörte François Luchaire, der später Mitglied des Verfassungsgerichtshofes (Conseil constitutionnel) war.
Im Anschluss wurde Jacquinot am 8. Januar 1953 von Premierminister René Mayer wieder zum Minister für die Überseegebiete in dessen Kabinett ernannt und übte diese Funktion auch im nachfolgenden ersten und zweiten Kabinett von Premierminister Joseph Laniel vom 28. Juni 1953 bis zum 19. Juni 1954 aus. Während dieser Zeit heiratete Jacquinot die Witwe des langjährigen Ministers Maurice Petsche, der am 16. September 1951 verstorben war.
Als Minister für die Überseegebiete unternahm Jacquinot 1952 zwei wichtige Reisen nach Afrika sowie 1954 einen Besuch von Guinea. Dabei setzte er sich für die Anwendung des französischen Arbeitsrechts (Code du travail) und die wirtschaftliche Entwicklung der Überseegebiete ein. Die Einweihung der Staudämme am Djoué bei Brazzaville am 2. Februar 1954 sowie des Sanaga-Staudamms bei Edéa in Kamerun am 5. Februar 1954 sah er als Beispiel für eine modellhafte Entwicklung der ehemaligen Kolonien. Im März 1954 besuchte er Französisch-Westafrika, um sich dort über die Reform der kommunalen Institutionen zu informieren. Dabei vertrat er die Ansicht, dass ein Zusammenschluss der Versammlungen der Kolonien mit der Versammlung der Union française eine einflussreiche Institution hervorbringen könnte. Nach seiner Rückkehr nach Paris berichtete er am 9. April 1954 in der Nationalversammlung über die Entwicklung in den Überseegebieten. Dabei unterstrich er, dass Frankreich die dortige Wirtschaft bereits durch die Zahlung von Preisen für Kolonialwaren unterstütze, die über den Weltmarktpreisen lagen, und ferner Haushaltsmittel für die dortige Entwicklung bereitstelle. Der Wirtschaftsplan setzte insbesondere einen Schwerpunkt auf die Entwicklung der Landwirtschaft, aber auch der Kommunikation. Er hielt ferner Verfassungsänderungen für nötig, um die Stellung der Union française zu stärken. Darüber hinaus erließ er 1951 den nach ihm benannten Jacquinot-Dekret, der es Frauen in Mali, die älter als 21 Jahre oder rechtmäßig geschieden waren, erlaubte, ihren Ehemann frei zu wählen, ohne von anderen abhängig zu sein, die eventuell von einer Eheschließung profitieren könnten.

#### Erfolglose Kandidatur für das Amt des Staatspräsidenten 1953

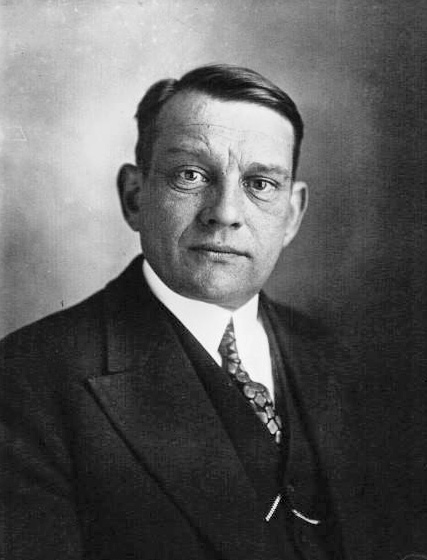
Jacquinot kandidierte 1953 für das Amt des Staatspräsidenten, unterlag aber seinem Parteifreund René Coty

Im Juni 1953 kam es erstmals in der Presse zu Spekulationen bezüglich einer Kandidatur Jacquinots für das Amt des Präsidenten der Republik als Nachfolger des 1947 gewählten Vincent Auriol. Eine Kandidatur konnte aber zu Problemen mit Premierminister Laniel führen, der die gleichen Ambitionen hatte und ebenfalls Gegner von Antoine Pinay war. Am 17. Dezember 1953 fanden die ersten beiden Wahlgänge zur Wahl des Staatspräsidenten statt, die damals durch die beiden Kammern des Parlaments, also der Nationalversammlung als Unterhaus sowie dem Rat der Republik (Conseil de la République) als Oberhaus, erfolgte.
Laniel war in diesen beiden Wahlgängen nach dem Kandidaten der SFIO, Marcel-Edmond Naegelen, jeweils Zweitplatzierter und belegte seit dem dritten Wahlgang am 18. Dezember 1953 jeweils den ersten Platz, erreichte aber auch im siebten Wahlgang am 20. Dezember 1953 nicht die erforderliche absolute Mehrheit. Daraufhin kandidierte Jacquinot erstmals im ebenfalls am 20. Dezember 1953 stattgefundenen achten Wahlgang, erreichte aber lediglich 14 Stimmen und lag damit abgeschlagen hinter Joseph Laniel (430 Stimmen), Marcel-Edmond Naegelen (381 Stimmen) und Antoine Pinay (25 Stimmen). Nachdem er im neunten und zehnten Wahlgang am 21. Dezember 1953 auf eine Kandidatur verzichtet hatte, trat er schließlich am 23. Dezember 1953 nach dem Verzicht einer weiteren Kandidatur Laniels wieder im elften Wahlgang an. Hierbei erreichte Naegelen 372 Stimmen, Jacquinot 338 Stimmen und René Coty, der wie Laniel, Jacquinot und Pinay ebenfalls für die CNIP kandidierte, 71 Stimmen. Am 23. Dezember 1953 fand auch der zwölfte Wahlgang statt, bei dem diesmal Coty mit 431 Stimmen vorne lag und Naegelen mit 333 Stimmen sowie Jacquinot mit 26 Stimmen an zweiter und dritter Stelle lagen. Coty verpasste in diesem Wahlgang mit 48,87 Prozent knapp die absolute Mehrheit. Erst der dreizehnte Wahlgang, der ebenfalls am 23. Dezember 1953 stattfand, brachte schließlich die Entscheidung: René Coty erreichte mit 477 Stimmen mit 54,76 Prozent die absolute Mehrheit und war damit als Nachfolger Auriols zum Präsidenten der Republik gewählt. In diesem letzten Wahlgang kam Naegelen 329 Stimmen und Jacquinot 21 Stimmen.

#### Nordafrikapolitik, Wiederwahl zum Abgeordneten 1956 und Staatsminister
Als Abgeordneter nahm der ehemalige Minister für die Überseegebiete Jacquinot am 18. Oktober 1955 an einer von Premierminister Edgar Faure einberufenen Sitzung teil, die sich mit der politischen Entwicklung in Nordafrika befasste. Dabei sah er es als Widerspruch an, dass der politisch-militärische Druck auf Algerien in der Zeit anstieg, als sich Frankreich zur gleichen Zeit mit der bevorstehenden Unabhängigkeit von Tunesien und Marokko befasste. Dabei warf er dem Premierminister vor, Druck auf Mohammed V. auszuüben und andererseits die Bewegung des Panislamismus zu ermutigen. Er wies darauf hin, dass die Streitkräfte seit dem Indochinakrieg und der Niederlage bei der Schlacht um Điện Biên Phủ demoralisiert sei und eine entschlossene Innen- und Außenpolitik erwarte.
Bei den Wahlen vom 2. Januar 1956 trat Jacquinot für die Listenverbindung Indépendants et paysans d’action sociale an, konnte allerdings den Wahlerfolg von 1951 nicht wiederholen. Die Erholung der Parti communiste français (PCF), die Kandidatur einer Liste von Pierre Mendès France und auch der von André Beauguitte angeführten Liste Défense agricole économique et sociale conduite schmälerten die Wahlaussichten seiner Liste. Mit 28.857 der 101.446 abgegebenen Stimmen gewann Jacquinot einen Sitz, während der Zweitplatzierte seiner Liste René Rousselot nicht wiedergewählt wurde.
Am 1. Juni 1958 wurde Jacquinot von Premierminister de Gaulle zum Staatsminister (Ministre d’État) in dessen drittes Kabinett berufen, dem er bis zum 8. Januar 1959 angehörte. Er gehörte damit neben André Malraux, Eugène Thomas und Edmond Michelet zu denjenigen Ministern, die bereits 1946 der Regierung de Gaulle angehört hatten. In dieser Funktion unternahm er nicht nur diplomatische Missionen in Lateinamerika, sondern begleitete zusammen mit dem Minister für die Sahara Max Lejeune Premierminister de Gaulle auch bei dessen Besuch in Algier am 4. Juni 1958. Während de Gaulle eine öffentliche Rede hielt, verhandelten er und Lejeune mit dem Comité de Salut Public, die ihre Unzufriedenheit mit der französischen Politik während des Algerienkonflikts deutlich machten. Während dieser Zeit arbeitete er zudem auch an der Verfassung der Fünften Französischen Republik mit, die am 4. Oktober 1958 ratifiziert wurde.

### Fünfte Republik

#### Staatsminister im Kabinett Debré
Bei den Wahlen zur ersten Nationalversammlung der am 5. Oktober 1958 gegründeten Fünften Französischen Republik am 30. November 1958 kandidierte Jacquinot für die Indépendants et paysans d’action sociale im ersten Wahlkreis des Département Meuse wieder erfolgreich für einen Sitz in der Nationalversammlung.
Am 8. Januar 1959 wurde er von Premierminister Michel Debré als Staatsminister in dessen Kabinett berufen und legte daraufhin am 8. Februar 1959 sein Mandat in der Nationalversammlung nieder. Im Rahmen einer Kabinettsumbildung wurde er am 24. August 1961 von Premierminister Debré zum Staatsminister mit der Zuständigkeit für die Sahara und die Überseegebiete (Ministre d’État, chargé du Sahara, des TOM et DOM) ernannt und übte dieses Ministeramt bis zum Ende von Debrés Amtszeit am 14. April 1962 aus.

#### Staatsminister in den Kabinetten Pompidou und Mitglied der Nationalversammlung
In der am 16. April 1962 gebildeten ersten Regierung von Premierminister Georges Pompidou war er wiederum Staatsminister mit der Zuständigkeit für die Überseegebiete und behielt diese Funktion vom 28. November 1962 bis zum 8. Januar 1966 auch im zweiten Kabinett Pompidou. In dieser Funktion besuchte er im September 1963 Neukaledonien. Dabei ging es unter anderem um die politische Verwaltung und die politische Vertretung der Inselgruppe, die 1958 von Staatspräsident de Gaulle beschnitten wurden.
Zwischenzeitlich wurde er am 18. November 1962 im ersten Wahlkreis des Département Meuse für die Union pour la Nouvelle République (UNR)-Union Démocratique du Travail (UDT) wieder zum Mitglied der Nationalversammlung gewählt, wobei er auch dieses Mal sein Mandat am 7. Januar 1963 wegen seines Ministeramtes niederlegte.
Bei den Wahlen vom 12. März 1967 wurde Jacquinot als Kandidat der Union des Démocrates pour la Ve République (UDR) abermals zum Mitglied der Nationalversammlung gewählt und vertrat den ersten Wahlkreis des Département Meuse nach seiner Wiederwahl am 23. Juni 1968 bis zu seinem Ausscheiden aus dem Parlament am 1. April 1973, wobei er zuletzt Mitglied der Union des démocrates pour la République (UDR) war.

## Hintergrundliteratur
- Didier Maus, Jeannette Bougrab: François Luchaire, un républicain au service de la République, 2005, ISBN 2-85944-515-3.
- Jens Ivo Engels, Frédéric Monier, Natalie Petiteau: La politique vue d'en bas: Pratiques privées et débats publics - 19e-20e siècles, 2012, ISBN 2-20028-110-2, S. 101 ff.
- Julie Bour, Lydiane Gueit-Montchal, Olivier Dard, Gilles Richard (Herausgeber): Louis Jacquinot, un indépendant en politique, 2013, ISBN 2-84050-892-3.